# 商業
商業（しょうぎょう、英: commerce）とは、財やサービスなどの商品を所有している人または存在している場所と、必要としている人または必要としている場所を結びつけることにより利益を得る産業または経済活動である。
多くは貨幣の媒介を経て市場や個々の店舗において取引（商取引）という形式をとって行われる。
ただし、貨幣や市場などを媒介しない例を含める場合には「交換」と呼ぶこともある。
また、「商業的」という場合、「営利を目的として」という意味になる（例：商業的生産）。
産業の類には含まれるものの、第一次産業と第二次産業とは大きく異なり、いわゆるサービス業に近い一面を持っている。

## 概要
商品の仕入先と販売先とのすべてが存在しないと商業は成り立たず、社会の変化に対応しなければならないものである。さらに商業でも同じ地域（もしくは経済圏・文化圏）の内部での分業に基づいて行われる例と異なる地域の間で行われる例（遠隔地交易/遠隔地商業）に分ける場合がある。
同じ地域内で行われる取引の場合、相互に使われる言語・交換手段（貨幣など）が一致する場合が多く問題は少ないが、互いの言語・交換手段の違う相手間ではコミュニケーションを取ることが困難であった。そのため、最も古い形式では沈黙交易と呼ばれる手段が取られていたと考えられている。やがて、同じ地域間での取引と同じような対面交易が始まると、両者間を仲介するための仲買業者や問屋、異なる体系の貨幣を交換（両替）する両替商などが登場するようになった。
現代の日本において、第三次産業の一つに位置付けられ、卸売業、小売業などを含んでいる。学術団体については、1951年4月21日、日本商業学会が慶應義塾大学教授向井鹿松を初代会長として設立された。

## 語源
紀元前1600年ごろ中国に栄えた殷王朝は、自らは商王朝と称し、最後の首都が殷であったことから殷王朝とも呼ばれた。この商王朝が崩壊して、亡国の民が行き場を求めて各地で貿易・流通業に手を染め、糧を得たことから、その仕事を「商」業と呼ぶようになった。その中国で大規模な商業が営まれるようになったのは、唐王朝後期のことである。中国人は、9世紀初めには茶や絹の遠隔地交易を簡便にする手段としての飛銭という送金手形を使い始め、これが更なる商業の発展を促進するとともに後に紙幣へと発展したと言われている。それに伴って牙行と呼ばれる仲介業者のギルド（牙人と呼ばれる個々のメンバーを指す例もある）が発達して、中国国内の遠隔地交易のみならず対外貿易にも関与した。

## 分類
- 卸売（商社）
- 小売

## 商業化
非営利組織が物やサービスの販売などの事業収入に依存するようになることを、商業化という。英語ではcommercialization、commercialisation 、コマーシャリゼーション。

## 商業主義
商業において利益を最優先する考え方を商業主義(commercialism,コマーシャリズム)という。